# 源興範
源 興範（みなもと の おきのり）は、平安時代前期の皇族・貴族。仁明天皇の第四皇子、弾正尹・人康親王の子。官位は従四位上・摂津守。初め興範王を称した。

## 経歴
貞観19年（877年）陽成天皇の即位に伴う叙位に際して、二世王の蔭位により无位から従四位下に直叙される。のち丹波権頭を経て、元慶6年（882年）には先の元慶4年（880年）に臣籍降下していた長兄・興範に続いて、弟・興扶王と共に源朝臣姓を与えられて臣籍降下する。
光孝朝において元慶8年（884年）従四位上に叙せられ、仁和2年（886年）丹波権守に再任される。その後、時期は不明ながら摂津守も務めた。

## 官歴
『日本三代実録』による。
- 貞観19年（877年） 正月3日：従四位下
- 時期不詳：丹波権頭
- 元慶6年（882年） 7月1日：臣籍降下（源朝臣）
- 元慶8年（884年） 11月25日：従四位上
- 仁和2年（886年） 2月21日：丹波権守
- 時期不詳：摂津守[1]